# Прапор Братського району
Пра́пор Бра́тського райо́ну затверджений 11 вересня 2008 року рішенням Братської районної ради.
Автор проєкту прапора — Ігор Калініченко, з доопрацюванням  Андрія Гречила.

## Опис
Прямокутне полотнище, що складається з двох горизонтальних рівновеликих смуг — жовтої і зеленої. Від кутів біля древка до середини прапора йде синій рівнобічний трикутник, на якому зображено жовтий візерунок з колосками у вигляді стилізованої літери «Ж».